# Василиос Малеганос
Василиос Д. Малеганос или Мелеганос (на гръцки: Βασίλειος Μαλεγγάνος, Μελεγκάνος) е гръцки учител и андартски деец от Западна Македония.

## Биография
Малеганос е роден в град Костур. Работи като учител и се присъединява към гръцката пропаганда. Назначен е в Сетома за гръцки учител от Стефанос Драгумис. Действа като агент от I ред. Жестоко убит е на 14 февруари (или през март) 1905 година от дейци на българския комитет. Голото му тяло, прободено 30 (или 92) пъти е отнесено в Костур и хвърлено пред конака. В града се събира голям антибългарски митинг, който иска българският архиерейски наместник да напусне Костур.